# Bega (fiume)
Il Bega (in serbo Бегеј?, in ungherese Béga, in tedesco Bega) è un fiume dell'Europa centrale, affluente in sinistra orografica del Tibisco, che attraversa i territori di Romania e Serbia.

## Percorso
Il fiume nasce alla confluenza del Bega Luncanilor e del Bega Poienilor, all'interno dei monti Poiana Ruscă, una sezione della catena montuosa dei Carpazi. Scorre inizialmente verso nord, salvo poi piegare a ovest a Curtea, passando per Făget, Balinț e Topolovățu Mare, dove entra nella pianura del Banato. Qui viene incanalato nel canale della Bega, che scorre parallelamente per 114 km alla Bega Veche, anch'essa incanalata per 97 km. I due si ricongiungano a nord-est della città serba di Zrenjanin. Il canale della Bega attraversa Timișoara e prosegue verso sud-ovest, entrando in Serbia vicino al villaggio di Srpski Itebej.
Nei pressi di Klek e Novi Itebej, il Bega (Begej in serbo) diventa parte del grande canale Danubio-Tisa-Danubio (DTD) e gira verso sud, ricevendo le acque dello Stari Begej. Qui si separa dalla DTD girando verso ovest e raggiungendo Zrenjanin. Da lì prosegue verso sud, scorrendo nel vecchio letto del Tibisco, passando per Ečka, Stajićevo e Perlez. In questa parte scorre attraverso zone paludose, alcune delle quali sono trasformate nello stagno per pesci di Ečka, il più grande della Serbia. Le parti restanti della zona umida formano la più grande palude della Serbia, Carska bara dopo la quale il Begej si getta nel Tibisco.